# Marquesado del Llano de San Javier
El marquesado del Llano de San Javier es un título nobiliario español creado el 22 de enero de 1896, durante la minoría de edad del rey Alfonso XIII, por su madre la reina regente María Cristina de Habsburgo Lorena a favor de José María de Palacio y Abárzuza, caballero de la Real Maestranza de Caballería de Ronda.

## Marqueses del Llano de San Javier
|                           | Titular                                      | Periodo                   |
| Creación por Alfonso XIII | Creación por Alfonso XIII                    | Creación por Alfonso XIII |
| ------------------------- | -------------------------------------------- | ------------------------- |
| I                         | José María de Palacio y Abárzuza             | 1896-1917                 |
| II                        | Ignacio de Palacio y Maroto                  | 1917-1936                 |
| III                       | María del Carmen de Palacio y Núñez de Prado | 1952-1979                 |
| IV                        | Amalia Caamaño y de Palacio                  | 1979-2018                 |
| V                         | María Guiomar Otero y Caamaño                | 2018-actual titular       |

## Historia de los marqueses del Llano de San Javier
- José María de Palacio y Abárzuza (1886-1940), I marqués del Llano de San Javier,[1] III conde de las Almenas.

Casó con Francisca Maroto y Polo. Le sucedió, por cesión, en 16 de junio de 1917, su hijo:
- Ignacio de Palacio Maroto (1895-1936), II marqués del Llano de San Javier.[1]

Casó con María Núñez de Prado y Trujillo. En 7 de noviembre de 1952 le sucedió su hija.
- María del Carmen de Palacio y Núñez de Prado (n. en 1924), III marquesa del Llano de San Javier,[1] IV condesa de las Almenas.

Casó con Carlos Caamaño y Hernández. En 5 de mayo de 1979 Le sucedió su hija:
- Amalia Caamaño y de Palacio (n. en 1952), IV marquesa del Llano de San Javier.

Casó con Francisco de Borja Otero y Zuleta de Reales, marqués de Revilla. En 14 de febrero de 2018 le sucedió por distribución, su hija:
- María Guiomar Otero y Caamaño (n. en 1975), V marquesa del Llano de San Javier.[2]

Guiomar Díez y Otero, inmediata sucesora.